# À la gloire d'un arbre
Pour plus de détails, voir Fiche technique et Distribution.
À la gloire d'un arbre (Trees) est un court métrage d'animation américain réalisé par Walt Disney Productions, sorti initialement le 27 mai 1948, comme une séquence du film Mélodie Cocktail,,.

## Synopsis
Fred Waring et les Pennsylvanians interprètent un poème de Joyce Kilmer, ayant pour thème les arbres.

## Fiche technique
- Titre original : Trees
- Autres Titres :
  -  France : À la gloire d'un arbre
- Production : Walt Disney Productions
- Distributeur : Buena Vista Pictures
- Date de sortie : Dans Mélodie cocktail : 27 mai 1948
- Format d'image : Couleur (Technicolor)
- Son : Mono
- Durée : 4 min
- Langue : (en)
- Pays :  États-Unis

## Voix françaises
- Pierre Laurent : le narrateur

## Commentaires
La séquence À la gloire d'un arbre est une mosaïque mouvante d'images illustrant le poème de Joyce Kilmer. Elle ne contient aucun personnage. Les images présentent les arbres dans la lumière, dans l'ombre, la nuit, sous la pluie, au coucher du soleil, au sommet d'une montagne après une tempête et finalement à contre-jour donnant à l'arbre la forme d'une croix latine. En raison de son caractère très artistique et son thème possédant un sens, Maltin rapproche cette séquence de Blue Bayou (1946), court métrage prévu à l'origine pour Fantasia sous le titre Clair de lune. Elle comprend de nombreux chef-d'œuvre tel que la réflexion du soleil brisant une tempête qui se révèle être une cascade que la caméra traverse ou  un zoom sur un ciel coloré devenant une feuille multicolore.
Pour Douglas Brode, À la gloire d'un arbre, à l'instar de Johnny Pépin-de-Pomme aussi issu de Mélodie Cocktail, est un hymne aux arbres. Les deux séquences établissent aussi un lien entre les arbres et Dieu, la première avec le vers But only God can make a tree (Seul dieu peut faire un arbre) et la seconde hissant Johnny au Paradis pour y planter des pommiers. Cette séquence comprend la seule représentation du Paradis chez Disney. Brode écrit aussi que la séquence À la gloire d'un arbre souligne la relation entre la nature et la spiritualité. Pour Brode, la morale de l'histoire de Johnny Pépin-de-Pomme ferait écho à la « crise de la quarantaine » alors la tranche d'âge de Walt Disney. L'ange de Johnny est un personnage digne des valeurs prônées par le réalisateur Frank Capra : humanistes, sociales et morales.
Les segments À la gloire d'un arbre et Bumble Boogie ont été édités ensemble sous le titre Contrasts in Rhythm le 11 mars 1955.